# 샬롯 크래커
샬롯 크래커(Charlotte Cracker, シャーロット・クラッカー)는 일본 만화 및 애니메이션 원피스에 등장하는 빅 맘 해적단 샬롯 가의 10남이자 비스킷 대신으로, '스위트 3장성' 중 1인이다. 명검 '프레첼'을 무기로 사용한다.

## 외모
1. 보라색 머리카락.머리 끝에 폭탄심지같은 파티클이 있다.

## 능력
초인계 악마의 열매 비스킷비스킷 열매를 먹은 비스킷 인간으로, 박수를 칠 때마다 비스킷을 무한대로 만들어 낸다. 비스킷의 강도는 강철과 같아 적의 공격을 방어시키고, 비스킷을 자신이 원하는 모양으로 만들어 꼭두각시처럼 조종한다.

## 행적
첫 등장시의 모습은 어머니 빅 맘보다 훨씬 거대한 모습으로 거인족과 비슷한 크기를 보이며 상당한 포스를 뽐내며 등장. 유혹의 숲에서 몽키 D. 루피와 전투 도중 몽키 D. 루피의 기어 포스 바운드맨의 공격을 받고, 입에서 피를 토하며 몸이 두 동강이 나 부서져버린다. 사실 루피가 부순건 본체가 아니라 크래커의 능력으로 만든 비스킷 갑옷이었고, 입에서 토한 피는 딸기잼이었다. 본체는 그 안에 숨어 있었으며, 갑옷에서 나와 루피를 공격한다. 고전한 전투 끝에 배가 고파진 루피는 땅에 떨어져 있는 크래커의 비스킷의 맛있는 냄새가 눈에 들어와 먹으려고 하지만, 강철과 같은 강도로 딱딱한 비스킷을 먹을 수가 없었다. 그러자 나미가 비를 내린 도움으로 크래커의 비스킷 병사들이 눅눅해져 맛있게 먹게 된다. 루피의 소감은 바삭바삭하고 맛있다고 하며, 루피는 빠른 속도로 비스킷 병사들을 먹어치운다. 크래커도 그에 맞서 전속력으로 비스킷들을 생성시킨다. 11시간 동안 루피가 싸움과 동시에 도망치다가 비스킷 먹방하는 전투를 반복한 결과. 루피는 배가 빵빵해질 정도로 괴로워하고, 크래커도 상처는 없지만 기력이 많이 빠진 상황. 양쪽 모두 체력 싸움으로 변해버렸다. 그래도 루피는 승리를 위해 비스킷 먹방을 포기하지 않다가 결국 한계가 오자, 크래커는 이틈에 결정타로 검으로 공격을 가하는 동시에 루피도 전투를 끝내기 위해 기어포스 탱크맨 만복 버전으로 변한다. 크래커는 루피를 뚫지 못했고 오히려 그대로 루피의 복부에 끌어당겨지고서 비스킷 병사들 앞을 향해 조준된 뒤 발사되어 비스킷 병사를 셋이나 관통하며 저 멀리 날아가버린다. 빅 맘의 홀케이크 성에 처참한 모습으로 배달이 되자, 복수의 군단이 결성이 된다. 이후, 홀케이크 아일랜드 '카카오 섬'이자 푸딩이 사는 쇼콜라 타운에 침입한 검은 수염 해적단의 반 오거와 前 해군대장 이자, 현재는 검은 수염 해적단 선원인 아오키지(쿠잔)과 대결에서 아오지키(쿠잔)의 얼음얼음 열매 능력에 의해 몸 전체가 얼어붙으면서 패배하며, 푸딩을 빼앗긴다.